# Ichneumon poplitaeus
Ichneumon poplitaeus là một loài tò vò trong họ Ichneumonidae.